# علاقة تكافؤ

علاقة تكافؤ تجزئة مجموعة a set into several مجموعات متفارقة subsets, called صنف تكافئ (رياضيات)es. All the elements in a given equivalence class are equivalent among themselves, and no element is equivalent with any element from a different class.

مصفوفة منطقية of the 52 equivalence relations on a 5-element set (Colored fields, including those in light gray, stand for ones; white fields for zeros.)

في الرياضيات، علاقة تكافؤ (بالإنجليزية: Equivalence relation) هي علاقة تقسم مجموعة ما، إلى عدد من المجموعات الجزئية حيث يصير كل عنصر من المجموعة الأصلية عنصراً من مجموعة جزئية واحدة بالتحديد (أي أنه لا يمكن أن ينتمي إلى مجموعتين جزئيتين اثنتين في نفس الوقت، أو أنه لا ينتمي إلي أي من هذه المجموعات). يعتبر عنصران من المجموعة متكافئين إذا وفقط إذا انتميا إلى نفس المجموعة الجزئية.

## تعريف
يقال عن علاقة ثنائية ~ معرفة على مجموعة X أنها علاقة تكافئ إذا وفقط إذا كانت انعكاسية ومتماثلة ومتعدية. أي أنه إذا توفر ما يلي:
- a ~ a. (الانعكاس)
- إذا كان a ~ b فإن b ~ a. (التماثل)
- إذا كان a ~ b و b ~ c فإن a ~ c. (التعدي)

أما صنف التكافئ ل a في إطار هذه العلاقة ~، والذي يرمز إليه ب [a]، فهو المجموعة المعرفة كما يلي:
{\displaystyle [a]=\{b\in X\mid a\sim b\}}

## أمثلة
- التوازي معرفا في مجموعة مستقيمات مستوى إقليدي ثنائي الأبعاد، هو علاقة تكافؤ حيث كل مستقيم يوازي نفسه وحيث إذا وازى مستقيم مستقيما ثانيا، فإن المستقيم الثاني أيضا، يوازي المستقيم الأول، وحيث إذا وازى مستقيم مستقيما ثانيا الذي يوازي بدوره مستقيما ثالثا، فإن المستقيم الأول يوازي المستقيم الثالث.